# Giovanna Gagliardo
Giovanna Gagliardo (Monticello d'Alba, 12 dicembre 1941) è una regista, giornalista e sceneggiatrice italiana.

## Biografia
Attiva come giornalista negli anni sessanta, a Roma, per varie testate, ha debuttato nel mondo del cinema come attrice nel film di Elio Petri L'assassino del 1960. Dagli anni settanta ha all'attivo 8 regie tra film e documentari.
Oltre a quelle per le sue opere, ha scritto alcune sceneggiature, per lo più per opere del regista Miklós Jancsó, di cui fu compagna per un periodo.

## Filmografia

### Regista e sceneggiatrice
- Maternale – film TV (1978)
- Il sogno dell'altro, episodio del film I giochi del diavolo – film TV (1981)
- Via degli specchi (1983)
- Caldo soffocante (1991)
- Il riso e il pianto (1992)
- Bellissime 1 (2004)
- Bellissime 2 (2006)
- Vittime - Gli 'Anni di piombo' (2009)
- Venti anni (2012)
- Il mestiere di vivere – documentario (2024)

### Regista
- Il mito di Cinecittà (1991)

### Sceneggiatrice
- Una stagione all'inferno, regia di Nelo Risi (1970)
- La pacifista, regia di Miklós Jancsó (1970)
- La tecnica e il rito, regia di Miklós Jancsó – film TV (1972)
- Roma rivuole Cesare, regia di Miklós Jancsó – film TV (1974)
- Vizi privati, pubbliche virtù, regia di Miklós Jancsó (1976)
- Il cuore del tiranno (A zsarnok szíve, avagy Boccaccio Magyarországon), regia di Miklós Jancsó (1981)

### Attrice
- L'assassino, regia di Elio Petri (1961)

## Riconoscimenti
- David di Donatello
  - 2007 – Candidatura al miglior documentario per Bellissime 2
- Nastro d'argento
  - 2013 – Premio alla carriera
  - 2019 – Miglior documentario per la ricerca storica per Il mare della nostra storia
  - 2025 – Candidatura al miglior documentario per il cinema, cultura e spettacolo per Il mestiere di vivere[1]

- Globo d'oro
  - 2025 – Miglior documentario per Il mestiere di vivere[1]